# Charlie Kaufman
Charles Stuart Kaufman, detto Charlie (AFI: [ˈkɔːfmən]; New York, 19 novembre 1958), è uno sceneggiatore, produttore cinematografico e regista statunitense.
Celebre per aver scritto i film Essere John Malkovich, Il ladro di orchidee e Se mi lasci ti cancello, che gli ha valso l'Oscar alla migliore sceneggiatura originale, nel 2008 debutta dietro la macchina da presa con il film Synecdoche, New York. Nel 2015 dirige il film d'animazione Anomalisa, vincendo il Leone d'argento - Gran premio della giuria alla Mostra internazionale d'arte cinematografica di Venezia.
È stato indicato dal prestigioso magazine di cinema Première come uno dei 100 uomini più influenti di Hollywood.

## Biografia
(Charlie Kaufman)
Kaufman è nato a New York nel 1958 in una famiglia ebraica ashkenazita, primogenito dei due figli di Myron e Helen Kaufman. Cresciuto inizialmente a Massapequa, un sobborgo periferico di New York, nel 1972 si trasferisce con i genitori e la sorella a West Hartford, nel Connecticut, dove trascorre il resto dell'infanzia e l'adolescenza. Concluso il ciclo di studio liceale nel 1976, s'iscrive presso l'Università di Boston, che lascia quasi subito per trasferirsi alla Scuola di Cinema dell'Università di New York, dove si dedica alla recitazione e alla regia, dimostrando ottime doti come attore comico.
Verso la fine degli anni ottanta si trasferisce a Minneapolis, cominciando a svolgere diversi lavori per mantenersi. Nel 1991 decide di trasferirsi a Hollywood per cercare fortuna. 
Viene ingaggiato dalla Fox come autore di diverse situation comedy, tra cui alcuni episodi di Get a Life!. Tra il 1992 e il 1997 firma oltre 30 episodi per numerose serie e trasmissioni TV, tra le quali Ned and Stacey e The Dana Carvey Show, e molte altre opere mai realizzate.
Il suo primo successo come sceneggiatore risale al 1999: Essere John Malkovich (Being John Malkovich), diretto da Spike Jonze. Lo stesso attore John Malkovich si dimostrò subito interessato all'originale progetto, che non ebbe però la stessa fortuna con i produttori. Michael Stipe, il cantante del gruppo rock statunitense R.E.M., proprietario di una casa di produzione, ne compra i diritti e decide di finanziarlo. Il film alla fine fu candidato a tre Oscar, come "miglior regia", "miglior attrice non protagonista" e "miglior sceneggiatura" per Kaufman, vinse un BAFTA e lanciò l'autore come astro emergente del cinema americano.
Nel 2001 scrive la sceneggiatura di Human Nature, diretto da Michel Gondry, tornando poi a lavorare con Spike Jonze l'anno seguente, nel 2002, come sceneggiatore del film Il ladro di orchidee (Adaptation.), che gli fruttò un'altra nomination all'Oscar ed il suo secondo BAFTA. In questo film è anche il protagonista, uno sceneggiatore in crisi, e si inventa un fratello gemello immaginario, Donald Kaufman, anche lui presente nel film, con il quale idealmente firma la sceneggiatura a quattro mani. Nel film, Charlie e suo "fratello" vengono entrambi interpretati da Nicolas Cage. Sempre nel 2002 scrive Confessioni di una mente pericolosa (Confessions of a Dangerous Mind), film biografico sulla vita di Chuck Barris, un celebre autore e conduttore di programmi e giochi televisivi che credeva di essere un agente della CIA. Il film segna l'esordio alla regia di George Clooney.
Nel 2004 dà vita al soggetto ed alla sceneggiatura di Se mi lasci ti cancello (Eternal Sunshine of the Spotless Mind), nel quale torna a lavorare con il regista Michel Gondry, co-sceneggiatore, che gli vale l'Oscar 2005 per la "miglior sceneggiatura originale". Kaufman nel 2008 debutta dietro la macchina da presa per il film Synecdoche, New York, basato su una sua sceneggiatura e presentato al Festival di Cannes 2008. Tutte le sue opere portano come marchio di fabbrica l'introspezione, la "psicoanalisi" dei personaggi. In alcuni casi, addirittura, il film si svolge quasi interamente nella mente del protagonista, come in Se mi lasci ti cancello, Essere John Malkovich e Sto pensando di finirla qui.

## Filmografia

### Sceneggiatore
- Essere John Malkovich (Being John Malkovich), regia di Spike Jonze (1999)
- Human Nature (Human Nature), regia di Michel Gondry (2001)
- Il ladro di orchidee (Adaptation.), regia di Spike Jonze (2002)
- Confessioni di una mente pericolosa (Confessions of a Dangerous Mind), regia di George Clooney (2002)
- Se mi lasci ti cancello (Eternal Sunshine of the Spotless Mind), regia di Michel Gondry (2004)
- Synecdoche, New York, regia di Charlie Kaufman (2008)
- Anomalisa, regia di Charlie Kaufman (2015)
- Sto pensando di finirla qui (I'm Thinking of Ending Things), regia di Charlie Kaufman (2020)
- Orion e il Buio (Orion and the Dark), regia di Sean Charmatz (2024)

### Produttore
- Essere John Malkovich, regia di Spike Jonze (1999) - produttore esecutivo
- Human Nature, regia di Michel Gondry (2001)
- Il ladro di orchidee, regia di Spike Jonze (2002) - produttore esecutivo
- Se mi lasci ti cancello, regia di Michel Gondry (2004) - produttore esecutivo
- Synecdoche, New York, regia di Charlie Kaufman (2008)
- Anomalisa, regia di Charlie Kaufman (2015)
- Sto pensando di finirla qui (I'm Thinking of Ending Things), regia di Charlie Kaufman (2020)

### Regista
- Synecdoche, New York (2008)
- Anomalisa (2015)
- Sto pensando di finirla qui (I'm Thinking of Ending Things) (2020)

## Opere letterarie
- Formichità (2020)

## Riconoscimenti
- Premi Oscar
  - 2000 – Candidatura alla migliore sceneggiatura originale per Essere John Malkovich
  - 2003 – Candidatura alla migliore sceneggiatura non originale per Il ladro di orchidee
  - 2005 – Migliore sceneggiatura originale per Se mi lasci ti cancello
  - 2016 – Candidatura al miglior film d'animazione per Anomalisa
- Mostra internazionale d'arte cinematografica di Venezia
  - 2015 – Leone d'Argento - Gran Premio della Giuria per Anomalisa
- Golden Globe
  - 2000 – Candidatura alla migliore sceneggiatura per Essere John Malkovich
  - 2003 – Candidatura alla migliore sceneggiatura per Il ladro di orchidee
  - 2005 – Candidatura alla migliore sceneggiatura per Se mi lasci ti cancello
  - 2016 – Candidatura al miglior film d'animazione per Anomalisa